# Mikołaj Orechwa
Mikołaj Orechwa, znany także jako: Mikołaj Kłyszko, Mikołaj Malinowski (ur. 11 listopada?/24 listopada 1902 w Borunach k. Oszmiany, zm. 16 lipca 1990 w Mińsku) – pułkownik MBP pochodzenia białoruskiego, kierownik Wydziału Personalnego i dyrektor Departamentu Kadr i Szkolenia MBP w latach 1944–1955.

## Życiorys
Urodził się w rodzinie Szymona i Anastazji. Od 1919 żołnierz Armii Czerwonej, wziął udział w wojnie polsko-bolszewickiej i w bitwie pod Warszawą. W tym też roku wstąpił do Wszechzwiązkowej Komunistycznej Partii (bolszewików).
Do 1923 był sekretarzem komitetu gubernialnego w Nowogrodzie, w latach 1923–1924 sekretarz KC Komsomołu Białorusi. Jako delegat Białorusi uczestniczył w II Zjeździe Komsomołu i Kongresie Komunistycznego Międzynarodowego Związku Młodzieży. W 1924 skierowany do pracy komunistycznej w II RP, gdzie przebywał trzykrotnie w latach 1924–1930, 1934–1935 i 1936–1937, ukrywając się pod fałszywymi nazwiskami Malinowski vel Kłyszko. W 1926 został aresztowany w Wilnie i skazany na 5 lat więzienia. Od 1926 członek KC Komunistycznej Partii Zachodniej Białorusi. W 1935 został delegatem Zachodniej Białorusi na VII Kongres Kominternu. W latach 1936–1939 przebywał w Pradze, gdzie został uwięziony. W grudniu 1939 dzięki porozumieniu niemiecko-sowieckiemu wyjechał do ZSRR.
W 1944 oddelegowany do pracy w Ministerstwie Bezpieczeństwa Publicznego. 1 sierpnia 1944 roku w RBP w Lublinie objął stanowisko kierownika Wydziału Personalnego; następnie w stopniach majora, podpułkownika i pułkownika był na stanowisku – od 25 marca 1946 Dyrektora Biura Personalnego MBP, od 1 sierpnia 1949 Dyrektora Departamentu Kadr MBP i od 1 stycznia 1955 do 10 stycznia 1956 – Dyrektora Departamentu Kadr i Szkolenia Komitetu do spraw Bezpieczeństwa Publicznego. Członek PPR i PZPR. 
W styczniu 1956 powrócił do ZSRR. W latach 1956–1984 w Mińsku pracował jako starszy pracownik naukowy w Instytucie Historii Partii przy KC KPZR.
W latach 60. rozmawiała z nim O. Szatunowska.

## Ordery i odznaczenia
- Order Krzyża Grunwaldu III klasy (10 października 1945)[4]

- Złoty Krzyż Zasługi (21 lipca 1946)[5]